# Serre Chevalier
Serre Chevalier (pronunciación francesa: [sɛʁ ʃəvalje]) es una importante estación de esquí en el sureste de Francia, ubicada en el departamento de Altos Alpes, región de Provenza-Alpes-Costa Azul. Ubicado cerca del Parque nacional de Écrins, el complejo abarca una gran área de esquí, con 250 km de pistas y un clima favorable, con 300 días de sol al año. En Serre Chevalier, 80 km de las pistas están cubiertas por cañones de nieve para complementar las nevadas naturales. Es propiedad de la sociedad Compagnie des Alpes.
Serre Chevalier abarca la ciudad de Briançon y los pueblos de Chantemerle, Villeneuve y Le Monêtier-les-Bains.

## Características
El 21 de diciembre de 1941 fue puesto en servicio el primer teleférico en Serre Chevalier. La estación dispone de un gran área esquiable, que se extiende desde Briançon hasta el col de Lautaret. La elevación máxima para esquiar es en Telesiege Yret a 2800 m s. n. m., y la mínima es 1200 m s. n. m., una caída vertical total de 1600 m. Una de las características sobresalientes de Serre Chevalier es la naturaleza boscosa de las pistas. el límite del bosque está a 2150 m, lo que produce aproximadamente 700 m de caída vertical de pendientes bordeadas de árboles.
En verano, en Serre Chevalier se pueden practicar senderismo, ciclismo, ciclismo de montaña, escalada, escalada en roca, trineo, kayak, parapente y turismo. Hay cuatro telesillas abiertos para llevar a los excursionistas y ciclistas de montaña a la estación. Dispone de 10 senderos señalizados entre 2500 y 1350 m.
Serre Chevalier organizó los campeonatos de Francia de MTB en 2008, los campeonatos de Francia de MTB de Trial en 2009 y los juegos europeos de BMX en 2010. La estación también ha sido lugar de paso del Tour de Francia, siendo final de etapa en varias ediciones.

## Tour de Francia
Etapas del Tour de Francia con llegada en Serre Chevalier:
| Año  | Etapa | Salida          | Vencedor             |
| ---- | ----- | --------------- | -------------------- |
| 1974 | 11    | Aix-les-Bains   | Vicente López Carril |
| 1975 | 16    | Barcelonnette   | Bernard Thévenet     |
| 1986 | 17    | Gap             | Eduardo Chozas       |
| 1993 | 10    | Villard-de-Lans | Tony Rominger        |
| 2011 | 18    | Pignerol        | Andy Schleck         |
| 2017 | 17    | La Mure         | Primož Roglič        |
| 2022 | 11    | Albertville     | Jonas Vingegaard     |

Etapas del Tour de Francia con salida en Serre Chevalier:
| Año  | Etapa | Llegada    | Vencedor         |
| ---- | ----- | ---------- | ---------------- |
| 1980 | 17    | Morzine    | Mariano Martínez |
| 1993 | 11    | Isola 2000 | Tony Rominger    |